# Александрия (альбом)
«Александри́я» — девятый студийный альбом российской хеви-метал группы «Чёрный Кофе», который вышел на лейбле Никитин 20 февраля 2007 года.

## Об альбоме
Данный CD является самым тяжёлым у коллектива «Чёрный Кофе». Композиция «Остров» ранее была известна как «Старый парк». Песня «Краски» написана ещё в 80-х годах. Песня «Жди и надейся» исполняется под акустическую версию композиции «Александрия», открывающей альбом.

## Список композиций
Вся музыка написана Дмитрием Варшавским.
| №   | Название                       | Текст песни     | Длительность |
| --- | ------------------------------ | --------------- | ------------ |
| 1.  | «Александрия» (инструментал)   | —               | 1:32         |
| 2.  | «Герой»                        | Варшавский      | 5:31         |
| 3.  | «Краски»                       | Варшавский      | 4:10         |
| 4.  | «Удел»                         | Александр Смеян | 2:50         |
| 5.  | «Ночной ястреб» (инструментал) | —               | 5:15         |
| 6.  | «Утренняя песня»               | Бутузов         | 3:53         |
| 7.  | «Остров (Старый парк)»         | Игорь Куприянов | 6:06         |
| 8.  | «Обитель» (инструментал)       | —               | 4:04         |
| 9.  | «Плач о радости»               | Бутузов         | 4:24         |
| 10. | «Жди и надейся»                | Смеян           | 2:27         |

## Участники записи
- Дмитрий Варшавский — вокал, гитара
- Иван Михайлов — бас-гитара (2, 3, 5, 7)
- Сергей Тимофеев — бас-гитара (4, 6, 8, 9)
- Анатолий Абрамов — ударные